# Freddy Quispel
Freddy Quispel (Emmen, 23 oktober 2000) is een Nederlands voetballer die als aanvaller speelt. Hij maakte in de zomer van 2024 de overstap van ACV Assen naar FC Emmen. 

## Carrière

### Jeugd
Quispel speelde in de jeugd van WKE, VV Emmen, FC Twente en FC Emmen. Hij maakte zijn debuut in het betaald voetbal voor FC Emmen op 17 augustus 2019, in de met 2-0 gewonnen thuiswedstrijd tegen sc Heerenveen. Hij kwam in de 82e minuut in het veld voor Marko Kolar.

### Amateurteams
In de zomer van 2020 ging hij spelen bij het Duitse VfB Oldenburg, dat hem transfervrij overnam van de Drenten. Enkele maanden later vertrok hij daar weer om op amateurbasis aan te sluiten bij het beloftenteam van PEC Zwolle, waar ook zijn jongere broer Jan speelt. Tussen 2021 en 2024 speelde hij afwisselend voor ACV Assen en VV Staphorst. In zijn laatste seizoen, in de Tweede Divisie, kwam hij tot dertien goals.

### FC Emmen
In de zomer van 2024 keerde hij na vier jaar terug bij FC Emmen. In de uitwedstrijd tegen Jong FC Utrecht, die met 1-2 werd gewonnen, maakte Quispel zijn basisdebuut onder trainer Robin Peter. 

## Carrièrestatistieken
| Seizoen                        | Club         | Competitie     | Competitie | Competitie | Beker | Beker | Totaal | Totaal |
| Seizoen                        | Club         | Competitie     | Wed.       | Dlp.       | Wed.  | Dlp.  | Wed.   | Dlp.   |
| ------------------------------ | ------------ | -------------- | ---------- | ---------- | ----- | ----- | ------ | ------ |
| 2019/20                        | FC Emmen     | Eredivisie     | 3          | 0          | 0     | 0     | 3      | 0      |
| 2020/21                        | PEC Zwolle   | Eredivisie     | 0          | 0          | 0     | 0     | 0      | 0      |
| 2021/22                        | ACV Assen    | Derde Divisie  | 30         | 6          | 2     | 0     | 32     | 6      |
| 2022/23                        | VV Staphorst | Derde Divisie  | 24         | 2          | 2     | 1     | 26     | 3      |
| 2023/24                        | ACV Assen    | Tweede Divisie | 31         | 13         | 1     | 0     | 32     | 13     |
| 2024/25                        | FC Emmen     | Eerste Divisie | 13         | 0          | 1     | 0     | 14     | 0      |
| Totaal                         | Totaal       | Totaal         | 101        | 21         | 6     | 1     | 107    | 22     |
| Bijgewerkt tot 9 januari 2025. |              |                |            |            |       |       |        |        |